# Elezione papale del 1153
L’elezione papale del 1153 venne convocata a seguito della morte di papa Eugenio III, l'8 luglio 1153, e si concluse in una data compresa tra il 10 e l'11 luglio con l'elevazione alla Cattedra di Pietro del cardinale Corrado della Suburra, dei Canonici Regolari Lateranensi, vescovo di Sabina. L'eletto assunse il nome pontificale di papa Anastasio IV.

## Cardinali presenti
Nel luglio 1153 il Sacro Collegio era composto probabilmente da 35 cardinali, ma non si sa quanti di loro abbiano partecipato alle elezioni. Sulla base dei dati sulle missioni legate all'estero di quest'anno e su altre funzioni svolte dai cardinali, si può concludere che erano assenti almeno cinque porporati, quindi il numero massimo di elettori del successore di Eugenio III è di 30. Sei elettori furono nominati da Innocenzo II, cinque da Celestino II, sette da Lucio II, uno da Pasquale II e gli altri undici da Eugenio III.

## Svolgimento
Non sono noti i dettagli delle votazioni che portarono all'elezione di Anastasio IV, ma appare evidente che l'unanimità di consensi fu raggiunta quasi subito. Le fonti divergono persino sulla reale data di svolgimento dell'elezione, spaziando dal giorno stesso della morte di Eugenio III al 10 o 11 luglio. Il neo-eletto venne consacrato il 12 luglio nella Basilica Vaticana in una cerimonia guidata dal cardinale Ottone Fattiboni.
| Elettore                         | Paese                 | Titolo cardinalizio                                        | Ruolo                                                                               | Nascita  | Concistoro |
| -------------------------------- | --------------------- | ---------------------------------------------------------- | ----------------------------------------------------------------------------------- | -------- | ---------- |
| Corrado della Suburra, C.R.L.    | Stato Pontificio      | Cardinale vescovo di Sabina                                | Decano del Sacro Collegio; Vicario papale; eletto papa                              | 1073 ca. | 1113       |
| Imaro, O.S.B.Clun.               | Regno di Francia      | Cardinale vescovo di Frascati                              | Abate generale di Charite-sur-Loire                                                 |          | 13/03/1142 |
| Guarino Foscari, Can.Reg.        | Bologna               | Cardinale vescovo di Palestrina                            | canonizzato da Alessandro III nel 1159                                              | 1082     | 22/12/1144 |
| Hughes, O.Cist.                  | Regno di Francia      | Cardinale vescovo di Ostia e Cardinale vescovo di Velletri | Abate del monastero di Trois-Fontaines                                              |          | 1150       |
| Gerardo                          |                       | Cardinale diacono di S. Maria in Via Lata                  | Canonico del Capitolo Cattedrale di Pisa; Parente di Lucio II                       |          | 21/02/1149 |
| Giovanni Paparoni                | Stato Pontificio      | Cardinale presbitero di San Lorenzo in Damaso              | Legato pontificio in Irlanda                                                        |          | 17/12/1143 |
| Gregorio                         |                       | Cardinale presbitero di Santa Maria in Trastevere          | diplomatico                                                                         |          | 1138       |
| Giacinto Bobone                  | Stato Pontificio      | Cardinale diacono di S. Maria in Cosmedin                  | Priore Suddiacono della Basilica di San Pietro; futuro papa Celestino III (1191-98) | 1106     | 22/12/1144 |
| Manfredo                         |                       | Cardinale presbitero di Santa Sabina                       |                                                                                     |          | 17/12/1143 |
| Cencio de Gregorio               | Stato Pontificio      | Cardinale presbitero di San Lorenzo in Lucina              | Legato pontificio in Germania                                                       |          | 02/03/1151 |
| Guido Bellagi                    | Repubblica di Firenze | Cardinale presbitero di S. Crisogono                       | Legato pontificio emerito in Palestina                                              |          | 1138       |
| Giordano Orsini                  | Stato Pontificio      | Cardinale presbitero di Santa Susanna                      | Legato pontificio emerito in Germania                                               |          | 1145       |
| Ubaldo Allucingoli, O. Cist.     | Repubblica di Lucca   | Cardinale presbitero di S. Prassede                        | Futuro papa Lucio III (1181-1185)                                                   | 1097 ca. | 05/1138    |
| Ottaviano de' Monticelli         | Stato Pontificio      | Cardinale presbitero di S. Cecilia                         | Legato pontificio in Germania; futuro antipapa Vittore IV (1159-1164)               | 1095     | 25/02/1138 |
| Ariberto                         |                       | Cardinale presbitero di S. Anastasia                       | Legato pontificio in Germania                                                       |          | 17/12/1143 |
| Odone Fattiboni                  | Stato Pontificio      | Cardinale diacono di S. Giorgio in Velabro                 | Cardinale protodiacono                                                              |          | 1130       |
| Astaldo degli Astalli            | Stato Pontificio      | Cardinale presbitero di S. Prisca                          |                                                                                     | 1100 ca. | 17/12/1143 |
| Giulio                           | Stato Pontificio      | Cardinale presbitero di S. Marcello                        |                                                                                     |          | 19/05/1144 |
| Ildebrando Grassi, C.Reg.S.M.R.  | Bologna               | Cardinale diacono di S. Eustachio                          | Amministratore apostolico della diocesi di Modena                                   |          | 24/05/1152 |
| Ubaldo Caccianemici, Can.Reg.    | Bologna               | Cardinale presbitero di S. Croce in Gerusalemme            | Nipote di Lucio II                                                                  |          | 19/05/1144 |
| Guido Cibo                       | Bologna               | Cardinale presbitero di S. Pudenziana                      |                                                                                     |          | 22/12/1144 |
| Bernardo, Can.Reg.               |                       | Cardinale presbitero di S. Clemente                        | Arciprete della Basilica Vaticana; Legato pontificio in Germania                    |          | 22/12/1144 |
| Rolando Bandinelli, Can.Reg.Lat. | Repubblica di Siena   | Cardinale presbitero di S. Marco                           | Cancelliere di Santa Romana Chiesa; futuro papa Alessandro III nel 1159             | 1100     | 22/09/1150 |
| Gerardo                          |                       | Cardinale presbitero di S. Stefano al Monte Celio          |                                                                                     |          | 02/03/1151 |
| Giovanni da Sutri                | Stato Pontificio      | Cardinale presbitero dei SS. Giovanni e Paolo              | Rettore di Campagna; Legato pontificio emerito in Germania                          |          | 21/02/1150 |
| Errico Moricotti, O.Cist.        | Repubblica di Pisa    | Cardinale presbitero dei SS. Nereo ed Achilleo             | Abate del monastero dei Ss. Vincenzo ed Atanasio, Roma                              |          | 21/02/1150 |
| Giovanni Morrone                 | Repubblica di Pisa    | Cardinale presbitero di SS. Silvestro e Martino            | Arcivescovo di Tiro emerito                                                         |          | 23/05/1150 |
| Rodolfo                          | Stato Pontificio      | Cardinale diacono di S. Lucia in Septisolio                |                                                                                     |          | 17/12/1143 |
| Guido da Crema                   | Crema                 | Cardinale diacono di S. Maria in Portico                   | Legato pontificio in Polonia; Futuro antipapa Pasquale III (1164-1168)              | 1110 ca. | 21/09/1150 |
| Bernard, O. Cist.                | Regno di Francia      | Cardinale diacono dei Santi Cosma e Damiano                | Legato pontificio emerito in Germania                                               |          | 02/03/1151 |
| Giovanni Gaderisio, Can.Reg.     | Regno di Sicilia      | Cardinale diacono dei SS. Sergio e Bacco                   |                                                                                     |          | 21/09/1150 |
| Ottone da Brescia                | Brescia               | Cardinale diacono di S. Nicola in Carcere                  |                                                                                     |          | 21/02/1152 |

## Assenti
Almeno cinque cardinali, allora membri del Sacro Collegio, non parteciparono all'elezione:
| Elettore                              | Paese               | Titolo cardinalizio                              | Ruolo                                                             | Nascita  | Concistoro |
| ------------------------------------- | ------------------- | ------------------------------------------------ | ----------------------------------------------------------------- | -------- | ---------- |
| Rainaldo di Collemezzo, O.S.B.        | Regno di Sicilia    | Cardinale presbitero dei SS. Marcellino e Pietro | Abate di Montecassino                                             | 1110 ca. | 12/1140    |
| Nicholas Breakspeare, Can.Reg.        | Regno d'Inghilterra | Cardinale vescovo di Albano                      | Legato pontificio in Scandinavia; futuro papa Adriano IV nel 1154 | 1100     | 16/12/1146 |
| Gregorio Papareschi iuniore, Can.Reg. | Stato Pontificio    | Cardinale diacono di Sant'Angelo in Pescheria    | Legato pontificio in Germania                                     |          | 17/12/1143 |